# Muráň
Muráň (allemand : Untermuran,  hongrois : Murányalja) est un village de Slovaquie situé dans la région de Banská Bystrica.

## Géographie
- Plateau de Muráň

## Histoire
La première mention écrite du village date de 1321 comme une colonie sous le château de Muráň.

## Démographie

### Évolution de la population
| Année:               | 1994. | 2004.   | 2014.   | 2024.   |
| -------------------- | ----- | ------- | ------- | ------- |
| Nombre de personnes: | 1284  | 1258    | 1237    | 1167    |
| Différence:          |       | -2,02 % | -1,66 % | -5,65 % |

| Année:               | 2023. | 2024.   |
| -------------------- | ----- | ------- |
| Nombre de personnes: | 1175  | 1167    |
| Différence:          |       | -0,68 % |